# كين سيرز (لاعب كرة قاعدة)
كين سيرز (بالإنجليزية: Ken Sears)‏ هو لاعب كرة قاعدة أمريكي، ولد في 6 يوليو 1917 في سترتور في الولايات المتحدة، وتوفي في 17 يوليو 1968 في بريدجبورت في الولايات المتحدة.

## وصلات خارجية
- كين سيرز على موقعبيزبول رفرنس.كوم (الدوري الرئيسي) (الإنجليزية)
- كين سيرز على موقعبيزبول رفرنس.كوم (الدوري الثانوي) (الإنجليزية)